# محمد حدیدان
محمد حدیدان (انگلیسی: Mohamed Hdidane؛ زادهٔ ۲۷ آوریل ۱۹۸۶) بازیکن بسکتبال اهل تونس است.
وی در مسابقات کشوری و بین‌المللی در مجموع برندهٔ ۱ مدال طلا، ۱ مدال برنز شده‌است.